# カツオクジラ
カツオクジラ（鰹鯨、学名：Balaenoptera edeni）は、ナガスクジラ科ナガスクジラ属に属するヒゲクジラ亜目の一種であり、近縁であるニタリクジラやライスクジラ（英語版）との外見上の差はほとんど存在しない。

## 分類

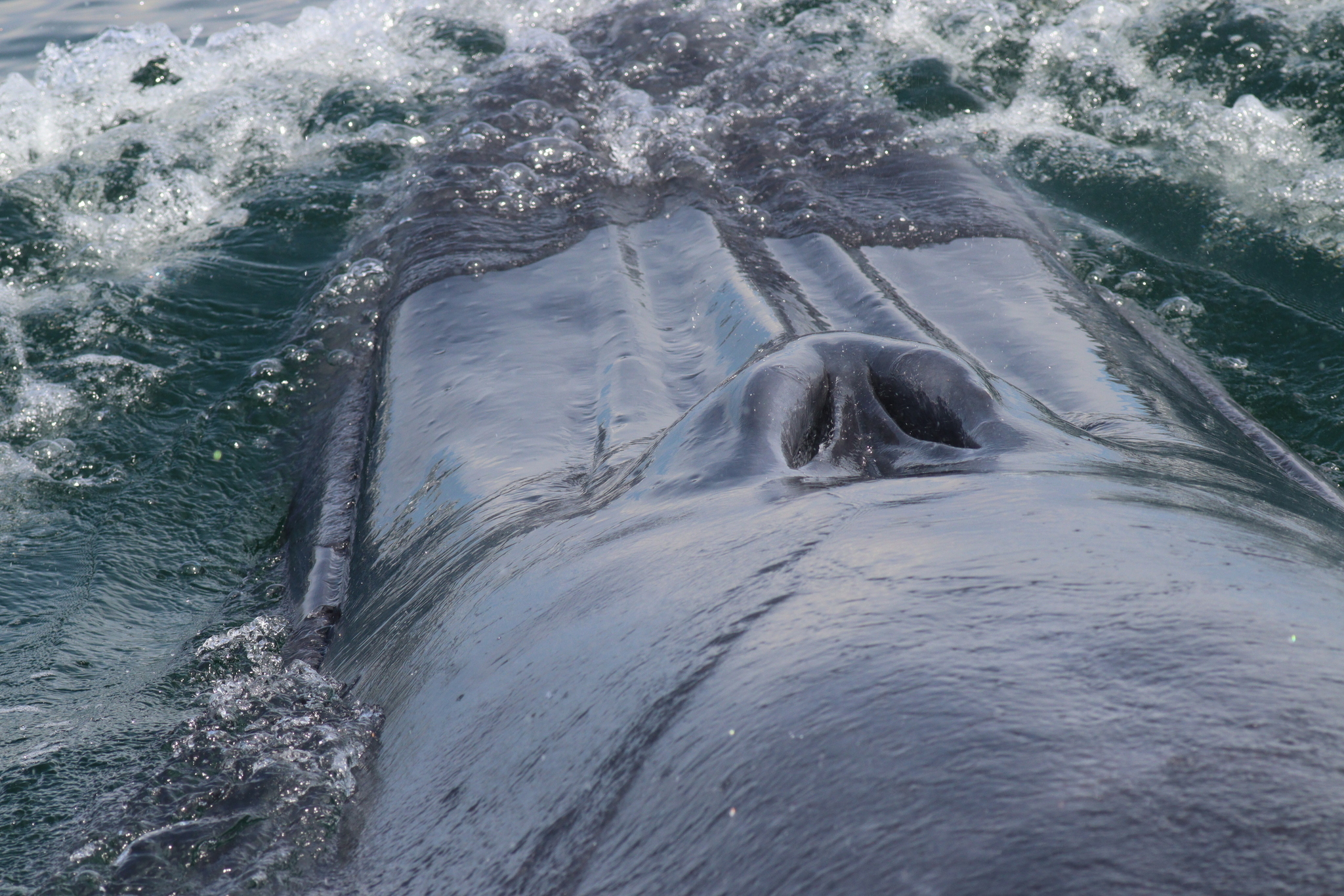
「Bryde's Whale complex」の普遍的な特徴である、頭部の3本の隆起線（タイ湾）。

本種は、3種または4種以上存在するとされる「Bryde's Whale complex」の一角であり、比較的新たに分類されたために情報が少ない種類でもある。
英名および学名はイギリス領インド帝国時代の公務員および外交官であったアシュリー・エデン /イ－デン（英語版）に由来しており、本種の分類のきっかけもエデン（イーデン）が担当していたミャンマー（ビルマ）に関係している。同国西岸のマルタバン湾奥の河川を数十キロメートル遡上した個体がタイプ標本となり、本種の別名の「シッタン（Sittang）」もこの個体が発見されたシッタン川に由来する。
日本列島において、東シナ海（鹿児島県など）及び高知県や和歌山県沖に分布する「沿岸性の小型のニタリクジラ」とされていたのはカツオクジラであり、土佐湾のホエールウォッチングの主対象として知られる「ニタリクジラ」と見なされてきたクジラも実際には本種である。以前から土佐湾に定住するナガスクジラ科がカツオクジラである事は指摘されていたが、科学的に断定されたのは2020年代になってからである。
2014年には、メキシコ湾に定住する絶滅に瀕する小個体群が、独自の亜種であるライスクジラ（英語版）であることが判明し、2021年に正式に新種として分類された。

### 和名
本種はかつて、イワシクジラおよびニタリクジラと同一の種とされていた。このため、「カツオクジラ」という和名はかつてはイワシクジラやニタリクジラの別名でもあったが、ニタリクジラとイワシクジラが別種であることが判明した際に、ニタリクジラに類する習性であるため、この別名はニタリクジラに引き継がれ、更に本種がニタリクジラから分けられる際にこの和名が付けられた。
なお、「カツオクジラ」という和名が正式に決定される以前には、英名または学名に準拠した「イーデンクジラ（エーデンクジラ）」という仮称も使われていた。

## 形態
本種は（南アフリカに分布する小型の沿岸型と沖合型のニタリクジラとは異なる）ニタリクジラよりも小型であり、最大体長が16メートル前後に達するニタリクジラに対して、カツオクジラの最大体長は14メートル程度だとされる。
また、大きさ以外にも以下の様にニタリクジラとの外見上の細かい識別点が存在するが、洋上での観察に頼った両種の識別は困難であり、種類の特定には遺伝子情報の解析を要することも多い。

### ニタリクジラとの識別
|                        | ニタリクジラ                     | カツオクジラ                                                                             |
| ---------------------- | -------------------------------- | ---------------------------------------------------------------------------------------- |
| 上顎骨の上行突起の形状 | 太く末広がり                     | 細く幅が一定                                                                             |
| 鼻骨の形状             | 細長い三角形                     | 長方形のような形                                                                         |
| 前頭骨の露出           | 狭く帯状                         | 広く、台座状隆起がある                                                                   |
| 間頭頂骨の露出         | 小さい                           | 大きい                                                                                   |
| 翼蝶形骨の露出面の形状 | 細長く不定形でときに境界が不明瞭 | 頭頂骨と翼状骨との間に尾を引いた長方形状に大きく露出し、その側面は鱗状骨にも広く接する。 |

## 生態
和名の由来は、本種と共にカツオが群れる習性があるためとされており、共生関係にあるともされている。これはニタリクジラ等と同様に「クジラ付き」と呼ばれる光景である。
本種もニタリクジラも、現生のナガスクジラ科では、ミンククジラと同様に（ザトウクジラよりは大幅に少ないが）ブリーチング・ヘッドスラップ（ジャンプ）やスパイホッピングを行う頻度が比較的に高い。やはりミンククジラと同様に、テイルスラッピングやペックスラップやフルークアップを行う事はほとんどない。
人間以外の主な天敵はシャチである。本種も含めたザトウクジラ以外のナガスクジラ科はシャチからの襲撃に対して戦わずに逃走する傾向が強く（「flight species」）、対照的にシャチに抵抗を見せるヒゲクジラ類（「fight species」）とは発声の音域が大幅に異なり、「flight species」はシャチへの対策として100ヘルツ以下で鳴くと推測されている。

### 採餌方法

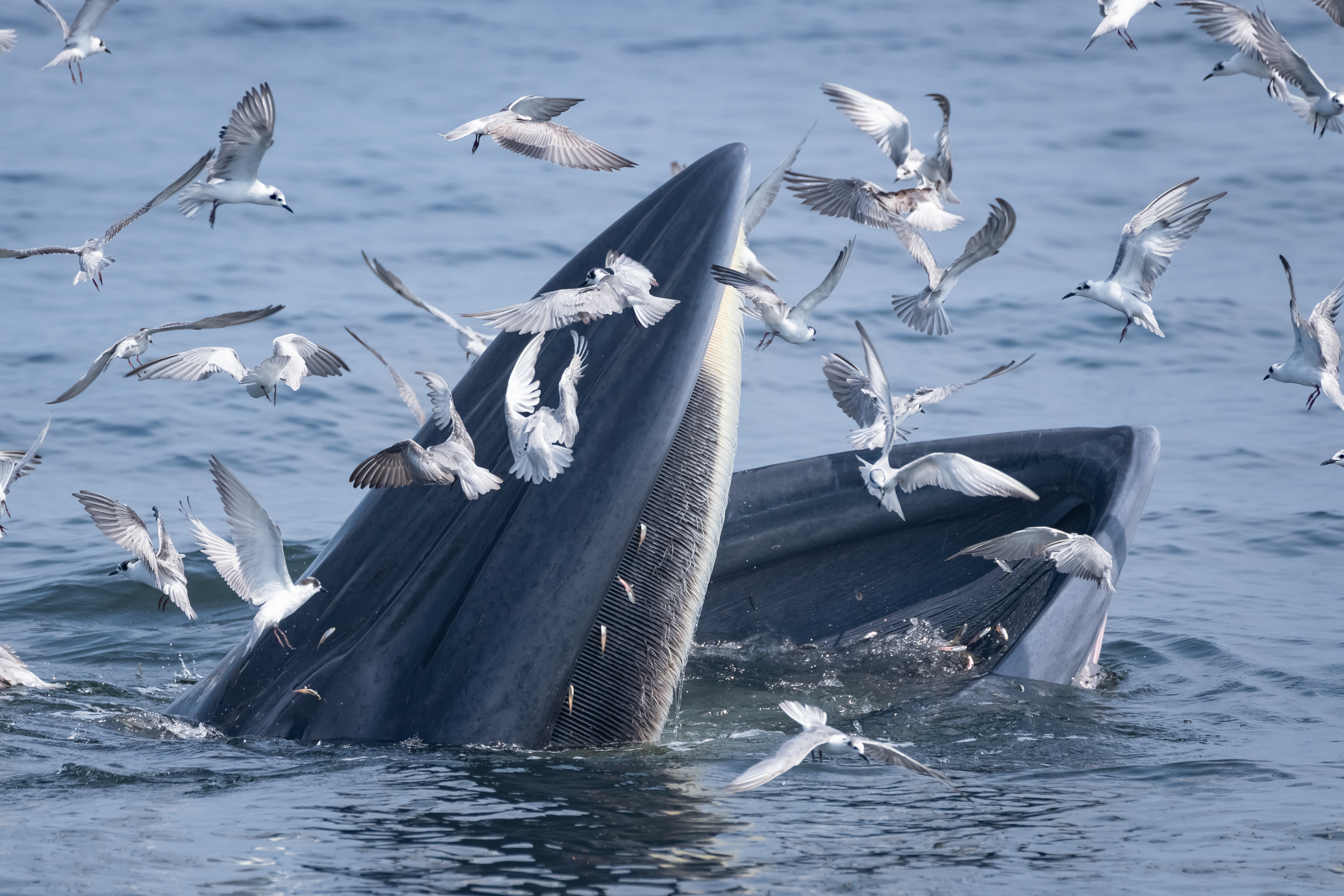
タイ湾における「トラップ・フィーディング」の様子。

本種は様々な採餌方法を取ることが知られており、中には本種でしか確認されていない物もある。
土佐湾やマレーシアの個体群はザトウクジラと同様のバブルネット・フィーディングを行う点で特徴的である。
北半球の北方に伝わる伝説の生物であるハーヴグーヴァの伝承の由来にもなったとされる「トラップ・フィーディング」は、タイ湾における本種の観察においてはじめて記録された。その後、タイ王国以外でも中東からベトナムなどの東南アジアや中国での各海域で確認されており、さらに後年にはバンクーバー島周辺のザトウクジラも「トラップ・フィーディング」を行うことが判明した。
2018年以降（初報告は2015年または2016年）、中国・広西チワン族自治区の潿洲島（英語版）と斜陽島（英語版）の周辺において本種の分布が確認され、これは現代の日本以外の東アジアにおけるヒゲクジラ類の安定した生息が判明した初の事例だった。そして、この個体群はこれまで確認されてこなかった2つの採餌形態の「Pirouette feeding」と「self-rotational feeding」、および本種では初確認の「バブル・トレイリング」を習得している。

## 分布

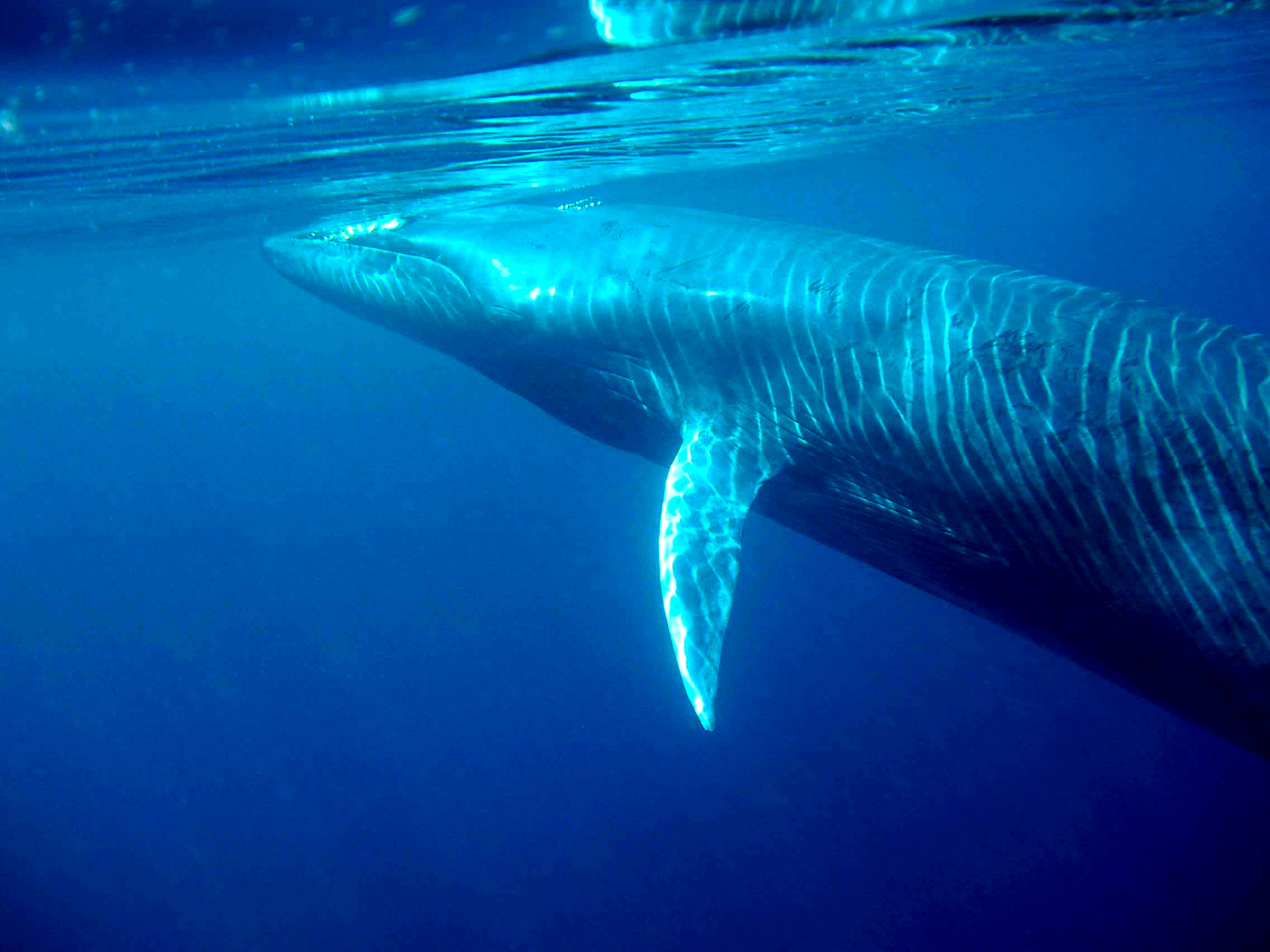
ピーピー諸島にて。

温暖な地域であれば紅海を含むほとんど全域に生息する。一部の海域ではニタリクジラやツノシマクジラと分布を共有している。
現代の日本列島においては、高知県の土佐湾一帯と鹿児島県の野間半島周辺が本種の主だった生息域になっている。この両海域には定住群が存在するとされ、同海域での個体識別や繁殖活動の観察など研究が進んでいるだけでなく、両海域間の交流も判明している。土佐湾と野間半島および甑島列島沖に来遊するカツオクジラは、捕鯨以前よりは分布が狭まったであろう現代でも、少なくとも西は長崎県沖・五島列島付近まで、北は対馬や壱岐や山口県の沿岸などまで、東は和歌山県・尾鷲沖まで回遊することが知られている。
この他にも、過去の分布は現在よりも広大だった可能性がある。たとえば現在の牛深市の沿岸もおそらくは本種の回遊経路であったと思わしく、瀬戸内海にも短期間滞在した事例も存在し、過去の記録を見ると野間半島周辺の個体は種子島や屋久島や奄美諸島を経て台湾などさらに遠方まで回遊していたと思しい。
また、中国・潿洲島（英語版）と斜陽島（英語版）の一帯に来遊する個体群の日本列島の周辺や、ベトナム、タイ王国とくにタイ湾、インドネシア、マレーシア等の東南アジアの個体群との関係性や交流の有無については不明な点が多いが、一部の個体はトンキン湾から海南島と雷州半島を経て台湾や上海などの東シナ海や黄海南部に達する事が判明している。
以下は、本種やニタリクジラ（ライスクジラは除く）が比較的高頻度で観察される沿岸地域の例である。
アジア：土佐湾、笠沙町、甑島列島、広西チワン族自治区の潿洲島（英語版）、ベトナムのビンディン省の周辺。、フィリピンのパラワン島やミンダナオ海、タイのタイ湾、バングラデシュのスンダルバンス国立公園、ミャンマーのメルグイ諸島やガパリ沿岸、マレーシアのランカウイ島とパヤ島、コモド島、スリランカなど
- 中南米：カリフォルニア湾、ブラジルの沿岸（サンパウロ州やリオ・デ・ジャネイロ州など）、ガラパゴス諸島、中米のカリブ海の沿岸
- オセアニア:北西オーストラリアとニュージーランドの北島（ハウラキ湾やタウランガやベイ・オブ・アイランズ一帯）
- 大西洋：マデイラ諸島やカナリア諸島、カーボベルデ（定住ではないがアゾレス諸島でも観察できる）、キュラソー島とベネズエラ沿岸[28]
- その他：南アフリカなど。

## 人間との関係
水産庁版のレッドデータブックでは、日本列島の沿岸に分布する東シナ海系統群は「希少」と評価されており、推定生存数が170頭前後と危機的な状況に置かれていると考えられている。
2024年の段階では、本種はニタリクジラとは異なり厳密には日本による商業捕鯨の対象にはなっていないが、ニタリクジラやイワシクジラと誤認されて捕獲される可能性があり、分類の状況によっては現在も日本による商業捕鯨の対象になっているとされる場合がある。
しかし、商業捕鯨によって本種も（ニタリクジラやイワシクジラやツノシマクジラ等との誤認による捕獲も含めて）多大な影響を受けたと思われ、分布が消滅したり激減した可能性のある海域も存在する。捕鯨時代のナガスクジラ科の混同が本種とニタリクジラ等の捕鯨以前の分布と個体数の推測を困難にしている要素の一つとなっており、本種とニタリクジラはIUCNによるレッドリストでも評価状態が「データ不足（DD）」となっている。
また、沿岸性である場合が目立つため、混獲、船舶との衝突、ゴミの誤飲、環境汚染などの人類からの影響を受けやすく、また、本種に限ったことではないが「混獲」と称した意図的な捕獲や密猟の対象にされる懸念も存在する。現代の日本列島では、対馬や壱岐、大隅海峡や種子島や屋久島などで本種が高速船と衝突する危険性が存在している。
「ボン条約」においては、本種はニタリクジラと一括した形式で保護対象種に指定されている。
なお、日本列島でも鯨類と人間の関係には捕鯨だけでなく、クジラを神聖視して捕鯨を禁止する風潮も強かったとされている。また、日本の国内で顕著に見られた風潮である「鯨害獣論（鯨食害論）」は理論的正当性について国内外から様々な批判を受けており、2009年6月の国際捕鯨委員会の年次会合にて、当時の日本政府代表代理（森下丈二水産庁参事官）が鯨類による漁業被害（害獣論）を撤回している。また、捕鯨を中心とした人間の活動によって大型鯨類の個体数が激減したことが海洋生態系の生産力に悪影響を与えた可能性も指摘されている。捕鯨問題#益獣論も参照。

### ホエールウォッチング

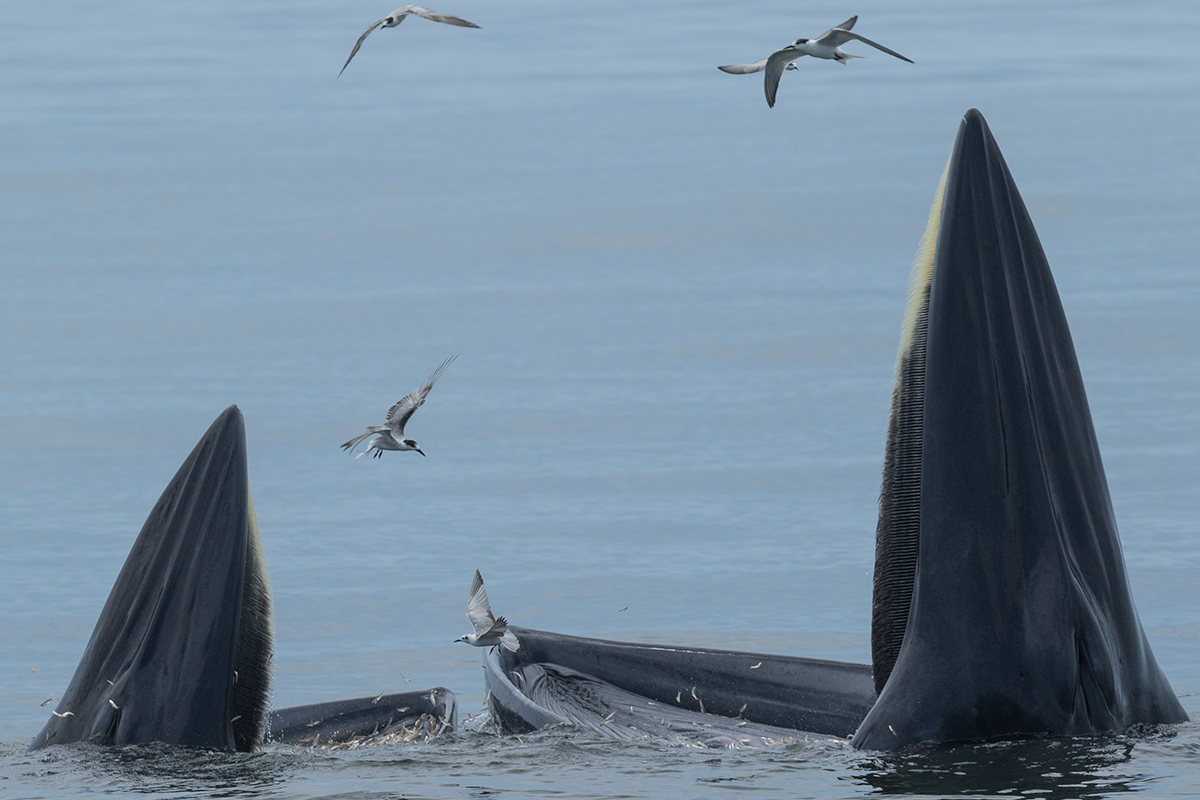
タイ湾にて。

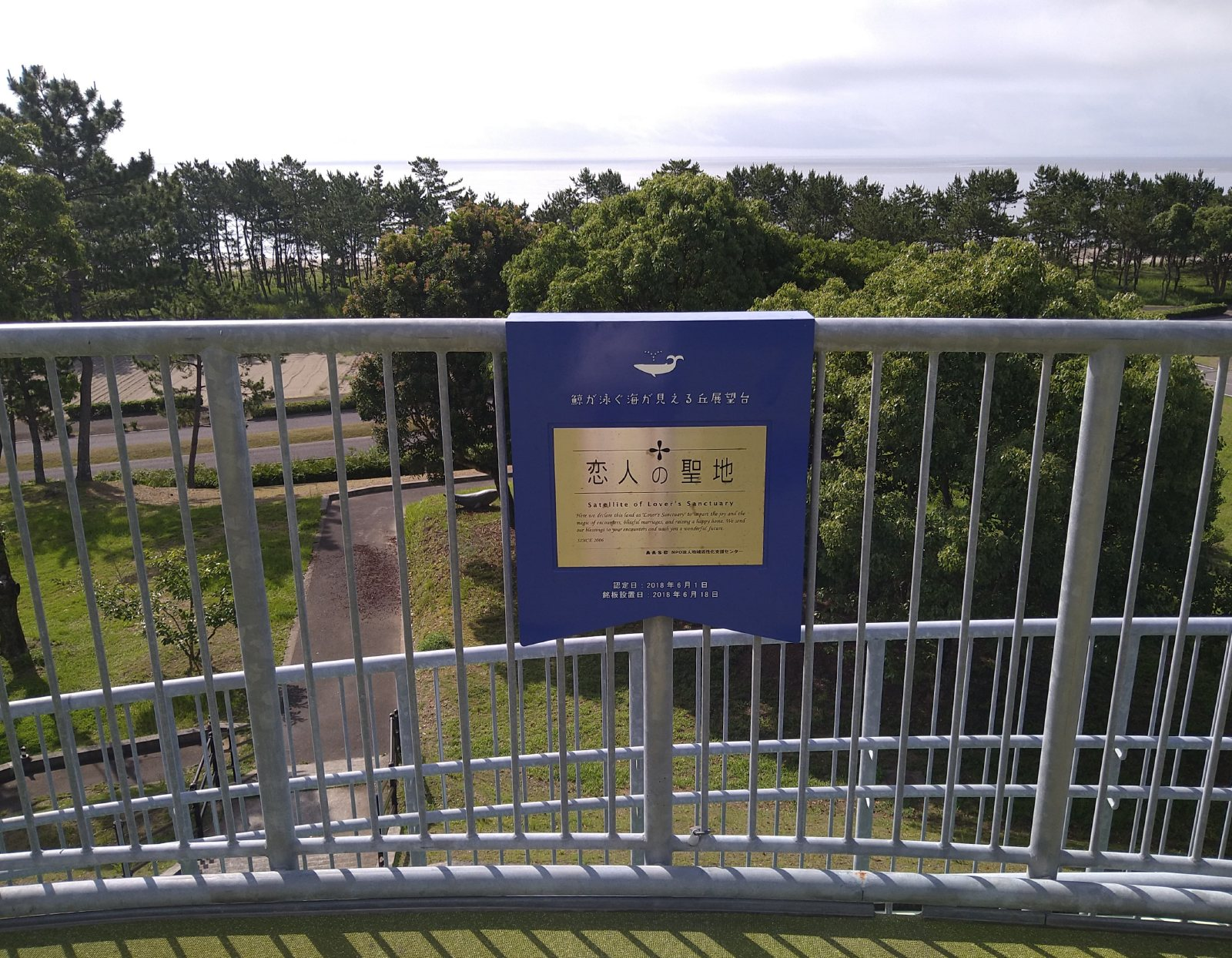
高知県黒潮町の「クジラが見える展望台」。

本種は、一般的にはニタリクジラよりもより沿岸性が強く、単一海域に定住する個体群も多数存在する。ブリーチングなどの水面行動も頻度は多くないが行う事もあり、ホエールウォッチングの主対象になる事もある。一方で、本種の生息が確認されている海域は多いが実際に（ダイビングツアー中の遭遇でなく）本種を主対象としたホエールウォッチングが行われている海域は決して多くなく、タイのタイ湾が特に顕著である。
日本では、土佐湾一帯で現在も本種を対象としたホエールウォッチングが行われている。また、鹿児島県の笠沙町沖の野間半島と下甑島の間の海域でも、1996年から2003年まで観察業が行われていた。
日本以外においても本種およびニタリクジラのホエールウォッチングは可能である。世界中の広範囲に棲息しており、2023年現在の時点で、積極的な観光業または研究業が行われている、またはそれらが将来的に期待されている海域に限っても、上記の様に、カツオクジラまたはニタリクジラの定住群を観察することができる地域は少なくない。
上記の通り、2018年以降は中国・広西チワン族自治区の潿洲島（英語版）と斜陽島（英語版）でも本種が頻繁に観察されており、確認されている限りでは世界最大の沿岸型の個体群である事が判明し、採餌形態に関する複数の新たな知見も得られた。近代以降の大陸側の中国の沿岸において大型鯨類の安定した生息が確認された稀有な例でもあるために社会的な注目度も高く、保護のためにタイの海洋・沿岸資源局や研究者と共同調査を行ったり、広西チワン族自治区政府と研究者と自治体と中国海警局などが協力して、潿洲島におけるプラスチックごみや使い捨ての食品容器の使用の禁止、漁業規制、不適切なホエールウォッチングの取り締まり、迅速な保護区の制定、本種を含めた環境保護活動への大規模な予算の投入などの対策を行っている。この個体群を対象としたホエールウォッチングについては、当初は保全状態が判明したり保護が促進されるまでは禁止が行政によって通達されたり、不適切なツアー業者の摘発も行われていたが、その後は行政や研究者の指導の下で厳格なルールの設定や保護への啓蒙が試みられている。従来の漁業は毎年死者が出るなど危険であるだけでなく、ホエールウォッチングによる収益よりも大幅に収入が小さいこともあり、エコツーリズムに転向する漁業関係者が増え、漁業規制がより適切になり、人々の環境保護への意識改革も促進され、適切なホエールウォッチングのルール化をツアー業者が率先的に行う様になったなどの好意的な兆候が見られ始めているとされる。
ベトナムでは、上記の通りトンキン湾の個体群がベトナム北部に回遊している可能性がある他にも、2022年までは大型鯨類の目撃情報自体が限られていたが、2022年以降は北部だけでなく中部と南部とくにビンディン省の周辺での目撃が急増している。同国では野生の海獣を対象とした観光業がこれまで発達してこなかったこともあり、ホエールウォッチングの制限ルールなどが設けられてこなかったために不適切にクジラに接近する撮影者や観光客が数多く見られたため、新たなルールの制定などが考慮されている。
マレーシアでは同国の水域に鯨類とくに大型鯨類やジュゴンといった海獣が生息していることを認識していない国民も多く、とくにクジラに関しては目撃例があっても迷行個体と考えられることが目立つが、近年の調査でマラッカ海峡とくにランカウイ島やパヤ島で周期的な回遊が確認されており、将来的な観光業への展望も含めた保護の重要性への啓蒙が開始されている。
- タイ湾における摂餌の光景
- タイ湾にて
- タイ湾にて
- タイ湾にて